# عشق افلاطونی

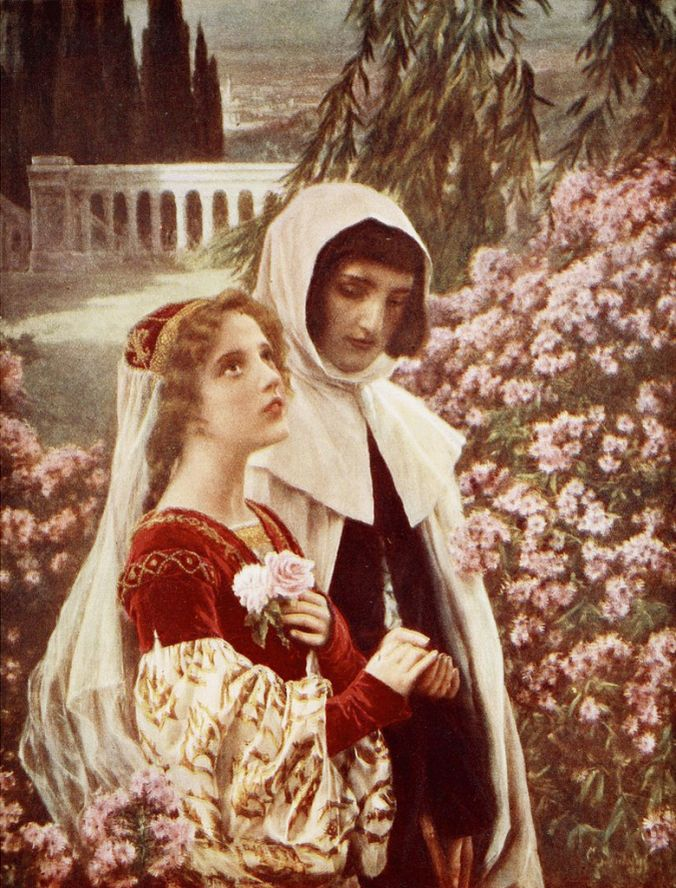
مشهورترین نمونه عشق افلاطونی در ادبیات، عشق دانته آلیگیری به موزای خود بئاتریس پورتیناری است. زن در بهشت تا زمانی که بینایی زیبا تنها از طریق واسطه مریم در دسترس نباشد، به جای ویرژیل، همراه و راهنما خواهد شد. اثر "incipit vita nova" اثر سزار ساکاگی را ببینید که در آن دانته و موزه الهام بخش او به عنوان یک زوج فداکار به تصویر کشیده شده‌اند، اگرچه این واقعیت هرگز اتفاق نیفتاده است. سر و گلهای آنها فضایی عرفانی ایجاد می‌کند. نوع نگاه دانته به بئاتریس به وضوح نشان می‌دهد که او عاشق او است، در حالی که بئاتریس در عمل به بالا نگاه می‌کند، گویی که پیام الهی دریافت می‌کند.

عشق افلاطونی (به انگلیسی آمریکایی: Platonic love) اصطلاحی است برای گونه‌ای از عشق، یا روابط نزدیکی که بدون رابطه جنسی است. نماد این عشق رز سفید است. این نام پس از افلاطون گذاشته شد، هر چند این فیلسوف هرگز خود از این اصطلاح استفاده نکرد. این اصطلاح به تعریف افلاطون از عشق در کتاب ضیافت اشاره دارد. این اصطلاح (Amer Platonicus در زبان لاتین) نخستین‌بار توسط مارسیلیو فیچینو در سَدهٔ پانزدهم برای توصیف احساسات و عواطِف میان سقراط و شاگردانش به‌کار رفت. عشق افلاطونی اغلب در مقابل عشق رمانتیک است.

## تفسیر فلسفی کلاسیک
عشق افلاطونی در گفتگوی افلاطون، یعنی ضیافت، بررسی شده است که موضوع آن عشق، یا به طور کلی‌تر، موضوع اروس است. این گفتگو به بررسی چگونگی آغاز احساس عشق و تحول آن، چه به‌صورت جنسی و چه غیرجنسی، می‌پردازد و عشق افلاطونی واقعی را به‌عنوان نیرویی الهام‌بخش برای ذهن و روح انسان تعریف می‌کند که توجه او را به امور معنوی معطوف می‌سازد. یکی از بخش‌های مهم این گفتگو، سخنرانی سقراط است که در آن، او ایده عشق افلاطونی را به پیامبر دیوتیما نسبت می‌دهد و آن را وسیله‌ای برای صعود به تأمل در امر الهی معرفی می‌کند؛ صعودی که به نردبان عشق معروف است. برای دیوتیما و به‌طور کلی برای افلاطون، صحیح‌ترین استفاده از عشق انسانی این است که ذهن فرد را به سوی عشق به الوهیت هدایت کند. سقراط عشق را بر اساس دسته‌بندی‌های مختلفی از حاملگی (برای تولید نسل) تعریف می‌کند؛ شامل حاملگی جسم، حاملگی روح، و ارتباط مستقیم با هستی. حاملگی جسم منجر به تولید فرزندان انسانی می‌شود. حاملگی روح، که مرحله بعدی در این روند است، به تولید "فضیلت" می‌انجامد—که تجلی روح (حقیقت) در قالب مادی است.
«... فضیلت برای یونانیان به معنای یگانگی با خود است ... به بیان افلاطون، هستی یا ایده.»(۱۰۶)